# Centistes subsulcatus
Centistes subsulcatus är en stekelart som först beskrevs av Thomson 1895.  Centistes subsulcatus ingår i släktet Centistes och familjen bracksteklar. Arten är reproducerande i Sverige. Inga underarter finns listade.